# Murzynowo Kościelne
Murzynowo Kościelne (prononciation : [muʐɨˈnɔvɔ kɔɕˈt͡ɕɛlnɛ]) est un village polonais de la gmina de Dominowo dans le powiat de Środa Wielkopolska de la voïvodie de Grande-Pologne dans le centre-ouest de la Pologne.
Il se situe à environ 8 kilomètres au sud-est de Dominowo (siège de la gmina), à 12 kilomètres à l'est de Środa Wielkopolska (siège du powiat) et à 40 kilomètres au sud-est de Poznań (capitale régionale).

## Histoire
De 1975 à 1998, le village faisait partie du territoire de la voïvodie de Poznań.

Depuis 1999, Murzynowo Kościelne est situé dans la voïvodie de Grande-Pologne.